# Polycheles sculptus
Polycheles sculptus är en kräftdjursart som beskrevs av Sidney Irving Smith 1880. Polycheles sculptus ingår i släktet Polycheles och familjen Polychelidae. IUCN kategoriserar arten globalt som livskraftig. Inga underarter finns listade i Catalogue of Life.

## Bildgalleri

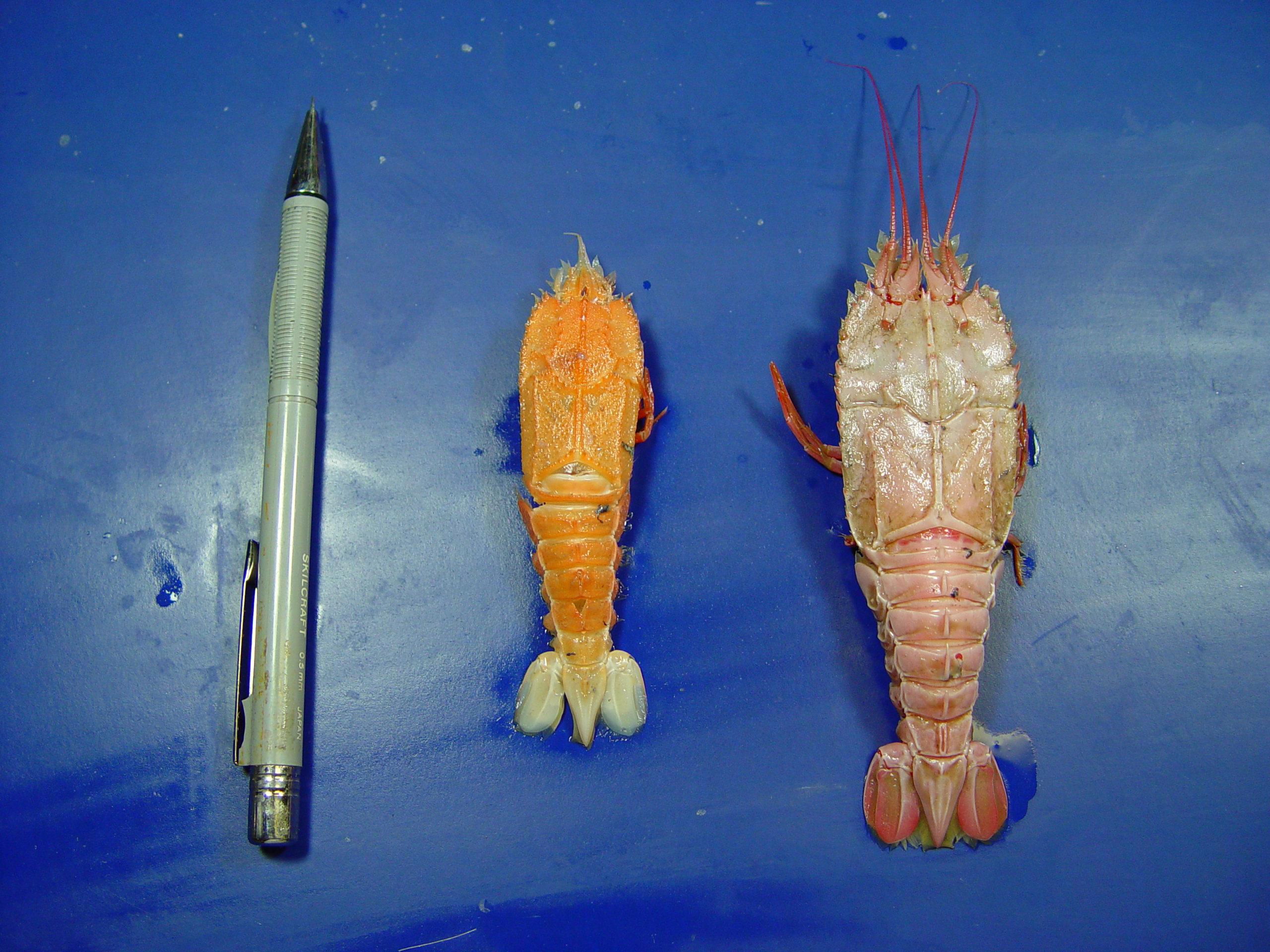
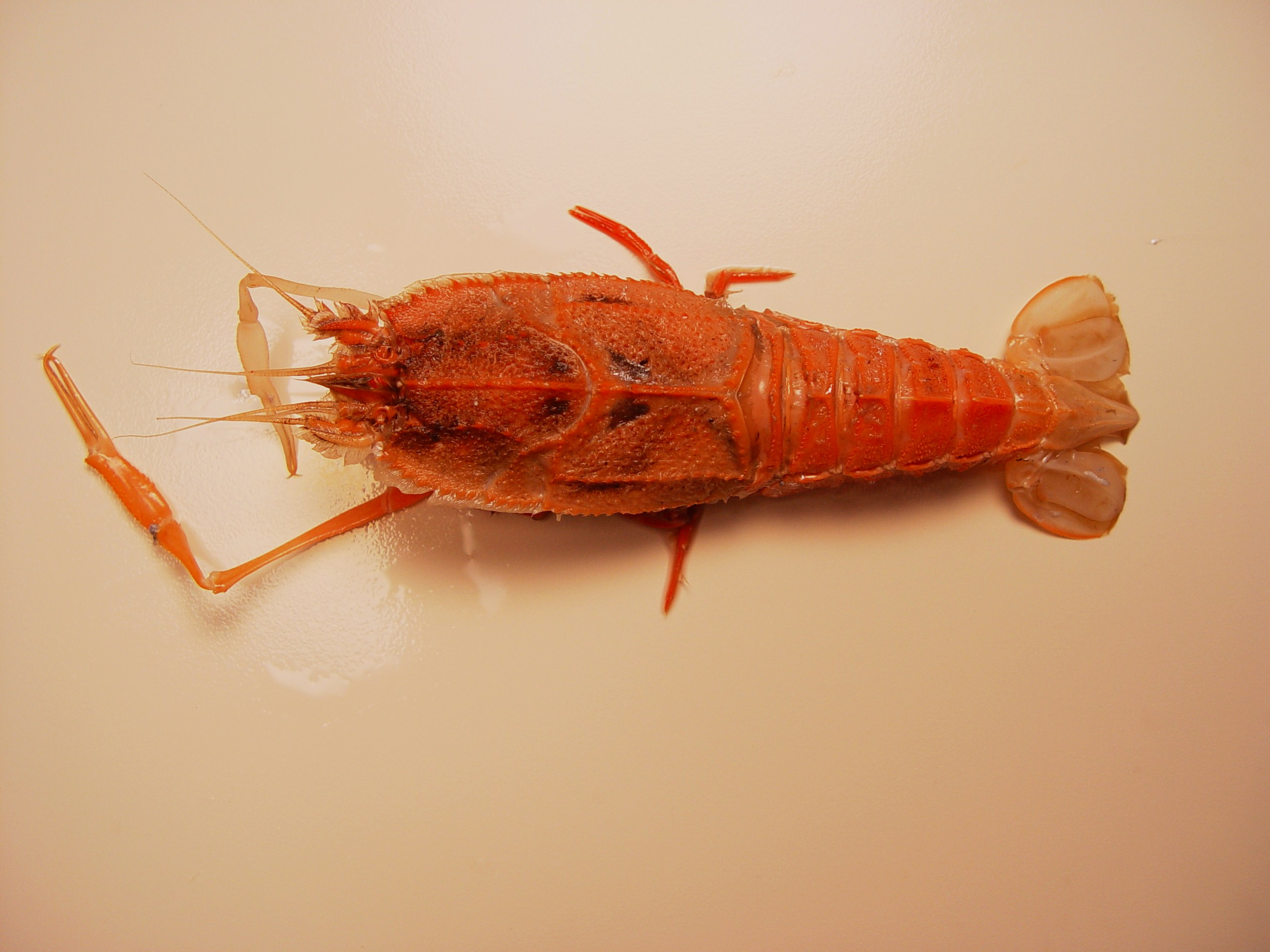
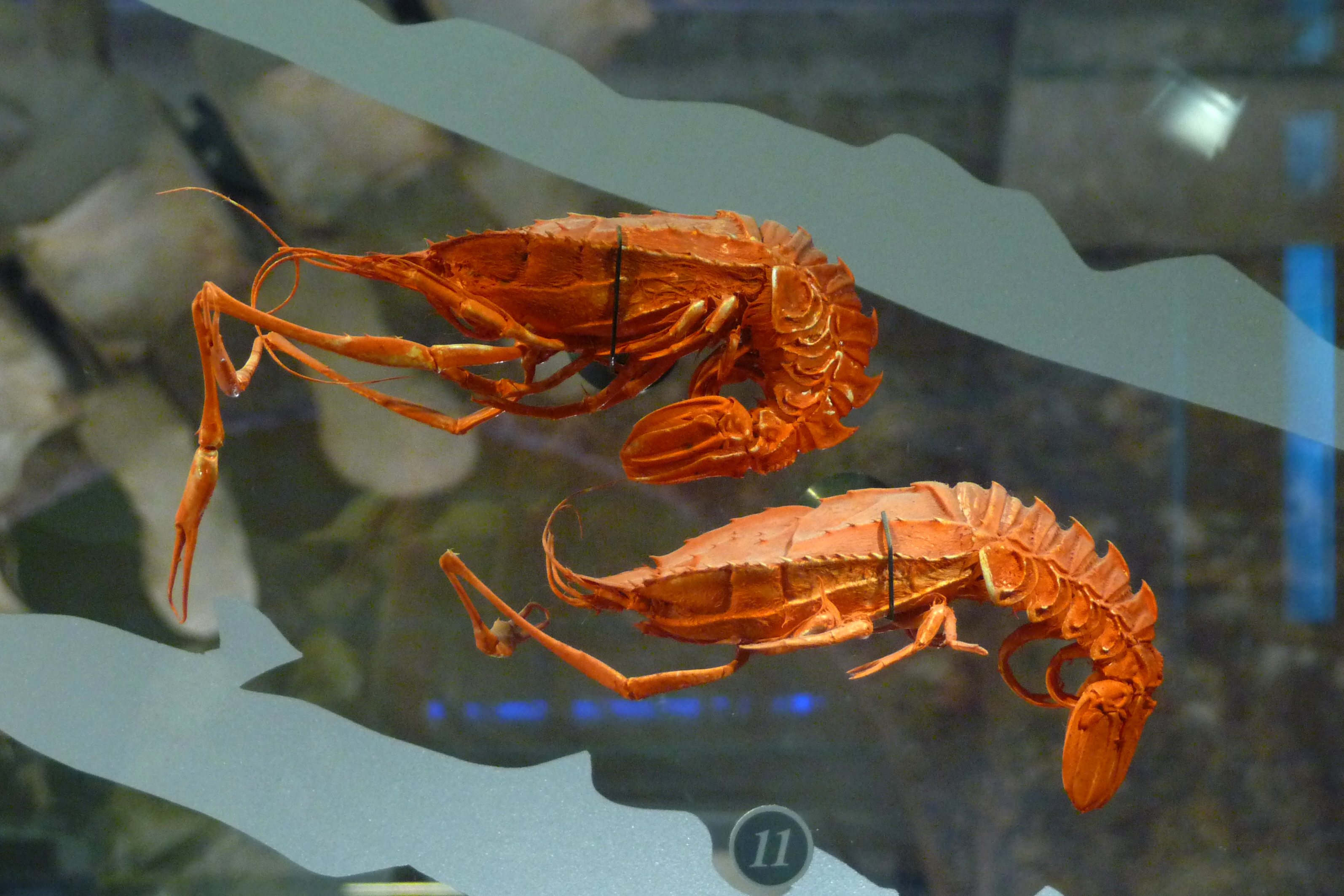